# Parafia św. Mateusza w Mielcu
Parafia św. Mateusza Apostoła i Ewangelisty w Mielcu – parafia rzymskokatolicka w dekanacie Mielec-Północ diecezji tarnowskiej.

## Historia
Początki parafii sięgają wieku XIV. W Mielcu należącym wtedy do rodziny Mieleckich istniał już kościół pod wezwaniem Trójcy Świętej. Najprawdopodobniej kościół był drewniany – niestety nie posiadamy dokładnych informacji o lokalizacji i wyglądzie tej świątyni. Nowy kościół pod wezwaniem św. Mateusza Apostoła i Ewangelisty został wybudowany na początku XV wieku. W ciągu wieków kilkakrotnie doszło do zmiany jego wezwania i tak – był to kościół Najświętszej Marii Panny, Nawiedzenia NMP, Wniebowzięcia NMP, by ostatecznie powrócić do pierwszego patrona. W wyniku I rozbioru Polski w 1772 r. Mielec znalazł się w granicach zaboru austriackiego. W 1854 r. parafia mielecka obejmowała : miasto Mielec, Wojsław ze Smoczką, Cyrankę, Biesiadkę, Rzędzianowice, Trzcianę i Złotniki. Taki stan terytorialny parafii istniał do lat trzydziestych naszego wieku.
Aktualnie parafia obejmuje najstarsza część miasta – Stary Mielec i osiedle Wojsław. Jest najstarszą parafią w mieście. 

## Kościół
Obecna bryła kościoła powstała na przełomie XVII i XVIII wieku. Zbudowana jest na typowo polskim planie krzyża. Wnętrze kościoła jest barokowe.
Kościół św. Mateusza był przebudowywany w latach 1792- 1795. Do fasady zachodniej w 1877-1878 r. została przystawiona wieża nadbudowana na kruchcie. Wieżę przebudowano w latach 1924-28. Podczas II wojny światowej pociski uszkodziły ściany kościoła. Prace remontowe prowadzone pod kierownictwem inż. Roguckiego doprowadziły kościół do stanu sprzed wojny. W ubiegłowiecznym wystroju kościoła dominował późny barok i rokoko. W tym stylu są wykonane ołtarze sprzęt kościelny, rzeźby, feretrony i obrazy. Typowy styl rokokowy reprezentują: ambona, dwa konfesjonały, ławy oraz organy. Z XIX wieku pochodzą : krzyż ołtarzowy, neogotycki kielich mszalny, szafka, dwa krucyfiksy procesyjne, berła procesyjne, lichtarz paschalny, krucyfiks, pasyjka ołtarzowa, konfesjonał obraz św. Daniela oraz kilka ornatów. W roku 2006 kościół został podniesiony do godności Bazyliki Mniejszej pw. św. Mateusza. W 2012 obchodzona była 250 rocznica konsekracji obiektu.

## Grupy parafialne
- Liturgiczna Służba Ołtarza
- Dziewczęca Służba Maryjna
- Róże Różańcowe
- Akcja Katolicka
- Grupa Charytatywna Caritas
- Rycerstwo Niepokalanej
- Straż Honorowa NSPJ
- Żywa Droga Krzyżowa
- Młodzieżowa Ekstremalna Grupa Apostolska POZYTYWNI (MEGA POZYTYWNI)

## Fara Mielecka
Pismo parafialne ukazujące się od 1996 roku. Aktualnie wydawane w formie kwartalnika.